# Oncopsis aurantiaca
Oncopsis aurantiaca är en insektsart som beskrevs av Kuoh. Oncopsis aurantiaca ingår i släktet Oncopsis och familjen dvärgstritar. Inga underarter finns listade i Catalogue of Life.